# Novi Marof
Novi Marof grad je u Hrvatskoj.

## Gradska naselja
Grad Novi Marof sastoji se od 23 naselja, to su: Bela, Donje Makojišće, Filipići, Gornje Makojišće, Grana, Jelenščak, Kamena Gorica, Ključ, Krč, Madžarevo, Možđenec, Novi Marof, Orehovec, Oštrice, Paka, Podevčevo, Podrute, Presečno, Remetinec, Strmec Remetinečki, Sudovec, Topličica, Završje Podbelsko.

## Zemljopis
Novi Marof je gradsko središte u južnom dijelu Varaždinske županije, u Republici Hrvatskoj, smješten 18 km južno od Varaždina i 56 km sjeverno od Zagreba, na 46°09′ sjeverne širine i 16°20′ istočne geografske dužine. Novi Marof nalazi se u kotlini koju s jedne strane okružuje brdo Grebengrad, a s druge strane se nalaze rijeka Bednja i Kalnik.

## Stanovništvo
Samo naselje Novi Marof ima 1956 stanovnika, a cijelo administrativno područje grada s 23 naselja ima 13.857 stanovnika (2001.). Površina područja iznosi 111,75 km2.
| broj stanovnika | 7016  | 7973  | 8406  | 9688  | 11171 | 12222 | 12497 | 14028 | 14897 | 14768 | 14270 | 14364 | 14180 | 14350 | 13857 | 13246 | 11795 |
|                 | 1857. | 1869. | 1880. | 1890. | 1900. | 1910. | 1921. | 1931. | 1948. | 1953. | 1961. | 1971. | 1981. | 1991. | 2001. | 2011. | 2021. |

| broj stanovnika | 19    | 78    | 74    | 142   | 142   | 132   | 125   | 288   | 306   | 381   | 594   | 1067  | 1482  | 2017  | 1981  | 1956  | 1810  |
|                 | 1857. | 1869. | 1880. | 1890. | 1900. | 1910. | 1921. | 1931. | 1948. | 1953. | 1961. | 1971. | 1981. | 1991. | 2001. | 2011. | 2021. |

## Povijest

### 13. – 15. stoljeće: knezovi de Gereben
Prvi pisani spomen Novog Marofa vodi do isprave hrvatskog kralja Andrije II. Arpadovića  još 1209. gdje se u povlastici slobodnog grada Varaždina određuju granice posjeda i spominje "castrum Greben", utvrda na obroncima Ivanščice koja je danas sačuvana samo kao ruševina, a čiji su vlasnici bili kneževska obitelj Grdun de Gereben do konca 15. stoljeća. Župa Mađarevo spominje se još 1334. godine u popisu župa Zagrebačke biskupije Ivana Arhiđakona. U susjedstvu Grebengrada nalazila se opatija Bela (dvorac je danas još uvijek sačuvan) templarskog reda vitezova ivanovaca, te je između njih početkom 15. stoljeća izbio krvav sukob.  Preuzimanjem grada od grofova Celjskih i vojskovođe Jana Vitovca sredinom 15. stoljeća počela je 1467. gradnja samostanske crkve Blažene Djevice Marije u vlastelinskom trgovištu Remetincu (danas župna crkva Kraljice sv. Krunice, jedan od najljepših hrvatskih baroknih sakralnih objekata). Zbog nevjere, kralj Matija Korvin oduzeo je Vitovčevim sinovima Jurju i Ivanu 1488. godine vlastelinstvo te ga darovao svojem nezakonitom sinu Ivanišu. Tada je, na početku dugogodišnjih i stalnih provala Turaka u ove krajeve, Ladislav Hermanffy de Gereben, slavonski podban i ugarski podpalatin, povratio vlastelinstvo svojih predaka. Bio je to posljednji izvorni grebenski vlastelin, te se njegovom smrću Ladislava Hermanffy godine ugasila se ova stara velikaška obitelj.

### 15. – 18. stoljeće:  Batthyany
Do posjeda grebenskog vlastelinstva došao je pred kraj 15. stoljeća Baltazar Batthyány, čime je udaren temelj moći ove obitelji u Kraljevinama Hrvatskoj i Slavoniji. Vlastelinstvo je stotinu i pedesetak godina, uz manji prekid koji je nastao kad je posjed uzurpirao ban Nikola Frankopan 1621. i 1622. godine, zadržala obitelj Batthyány. Kad se Elizabeta Batthyány udala za Jurja Erdödyja vlastelinstvo je sredinom 17. stoljeća prešlo u posjed grofova Erdödy. Kraj srednjovjekovnog castruma nije poznat, ali utvrda svakako više nije u funkciji početkom 18. stoljeća jer se 1712. godine spominje kao ruševina ("...diruti castri Greben...") u kaptolskim izvještajima.

### 18. – 20. stoljeće:Patačićii Erdődyji
Prvi povijesni spomen Novog ladanja (Novi maroff), 1666. godine, vezan je uz ime kavalerijskog časnika Nikole III. Patačića, a ono je bilo omiljeno obitavalište njegova sina baruna Baltazara II. Riječ je o istom onom koji je utemeljio "Društvo vinskih doktora", odnosno nadaleko znanu "Pintu". Patačići su novomarofsko dobro posjedovali stotinjak godina, a od 1776. vlasnicima se spominju grofovi Erdödy, koji su Novi Marof napustili 1923. Grofovi Erdődy su u 18. stoljeću proširili i obnovili postojeći jednokatni dvorac s perivojem. Grofica Lujza Erdődy, velika dobrotvorka utemeljila je u selu Možđenecu, nedaleko Novog Marofa, privatnu bolnicu za pomoć lokalnom pučanstvu, koja je djelovala od 1890. do 1917. godine. Obiteljski dvorac je kupila država te je u njemu 1926. svečano otvoreno Državno lječilište za plućne bolesti (djeluje od 1925.) koje djeluje i danas kao Specijalna bolnica za kronične bolesti Novi Marof. Kroz Novi Marof je 1886. godine prošla željeznička pruga.

## Gospodarstvo
Dobar geoprometni položaj Grada Novog Marofa, koji je nedavno obogaćen izlazom s autoceta Goričan – Zagreb, infrastrukturna opremljenost i razvijen poduzetnički duh, rezultirali su razvojem gospodarskih djelatnosti ovog područja. Tako na području Grada djeluje više od stotinjak većih, srednjih i malih poduzeća, dok se obrtništvom i malim poduzetništvom bavi oko 300 poduzetnika. U današnjem Novom Marofu zaposleno je oko 3700 radnika, od čega 40 % u industriji, gdje su zastupljene sljedeće grane: građevinska "Termika", "Komunalac" d.d.), drvna (pilana "Ratković" ). Pored industrije, značajan je broj zaposlenih malom i srednjem poduzetništvu (transport, proizvodnja i građevinarstvo) te u zdravstvenom sektoru. 

## Poznate osobe
- Mirko Rački, hrv. slikar
- Ivan Rabuzin, hrv. slikar
- Franjo Klopotan, hrv. slikar
- Blaženko Lacković, hrv. rukometaš
- Ivo Tomašec, hrv. akademik

## Spomenici i znamenitosti
Najznačajniji spomenici kulture: 
- Grebengrad – ruševine srednjovjekovnog utvrđenog burga Grebengrada iz 13 stoljeća. Danas izletište s planinarskim domom.
- Bela – spomenički kompleks s dvorcem, perivojem i ostacima stare utvrde, gdje je sahranjen i nekadašnji vlasnik imanja znameniti pripadnik hrvatskog narodnog preporoda Metel pl. Ožegović. Danas još uvijek neobnovljen.
- Novi Marof – kasnobarokno-klasicistički dvorac grofova Erdödy-Novomarofskih u Novom Marofu s početka 18. stoljeća, u zaštićenom perivoju površine 13,7 ha. Danas bolnica.
- Remetinec  – gotičko-barokna samostanska crkva Bl. Djevice Marije, Kraljice Sv. Krunice iz 15. stoljeća s kapelicom Sv. Antuna, spomenik nulte kategorije. crkva je danas obnovljena.
- Madžarevo – župna crkva Sv. Vida i Jurja, sagrađena 1824. godine u klasicističkom stilu.
- Oštrice – kapela Sv. Fabijana i Sebastijana, barokna građevina iz 18. stoljeća.

## Obrazovanje
- OŠ Novi Marof
- OŠ Remetinec
- Osnovna glazbena škola Ivan Padovec
- Srednja škola Novi Marof
- Područna škola Podevčevo
- Područna škola Ključ

## Društva i udruge
- Kulturno umjetničko društvo "Marof"
- Mladi za Marof – udruga mladih
- DVD Novi Marof – dobrovoljno vatrogasno društvo
- VZG Novi Marof – vatrogasna zajednica
- Lions klub Novi Marof
- Pinta – udruga vinogradara i voćara

## Šport
- NK Novi Marof

Malonogometni turnir Knauf Insulation Kup Novi Marof održava se od 1987.

## Galerija
- Crkva Bl. Djevice Marije, Kraljice Sv. Krunice u Remetincu
- Željeznički kolodvor Novi marof
- Osnovna škola

## Vanjske poveznice
- Službene stranice Grada Novi Marof  Arhivirana inačica izvorne stranice od 20. ožujka 2020. (Wayback Machine)
- Župa sv. Antuna Padovanskog, Novi Marof